# Vicia sinogigantea
Vicia sinogigantea är en ärtväxtart som beskrevs av B.J.Bao och Nicholas J. Turland. Vicia sinogigantea ingår i släktet vickrar, och familjen ärtväxter. Inga underarter finns listade i Catalogue of Life.